# Herman Frederik Groen van Waarder
Hendrik Frederik Groen (van Waarder) (Amsterdam, 6 augustus 1846 - Amsterdam, 1 oktober 1904) was een Amsterdamse reder die vier jaar lang als gematigd liberaal zitting nam in de Tweede Kamer der Staten-Generaal.
Groen was een zoon van Frédéric François Groen, heer van Waarder, een scheepsbouwer, en Catharina Margaretha Franssen. Hij volgde een opleiding voor rederij en scheepsbouw voor de grote vaart, en werd reder en scheepsbouwer bij Rederij De Boot in Amsterdam, welke zich richtte op stalen zeeschepen. Hij was ook commissaris bij De Amsterdamsche Kanaalmaatschappij en vanaf 1889 ook bij De Nederlandsche Bank.
Van 1889 tot 1904 was Groen als lid van de Provinciale Staten van Noord-Holland, en tussen 1897 en 1901 was hij daarnaast ook lid van de Tweede Kamer. Hij was een oud-liberaal, en sprak in de Tweede Kamer slechts enkele keren, over scheepvaart, havens, loodswezen en koloniën. In 1901 stelde hij zich wel verkiesbaar, maar werd hij verslagen door de CHP-er De Visser.
Groen bleef ongehuwd. Hij verzamelde een belangrijke collectie schilderijen en prenten, vooral op het gebied van de scheepvaart; deze verzameling werd in 1905 geveild.